# Mellicta varioides
Mellicta varioides är en fjärilsart som beskrevs av Rütimeyer 1942. Mellicta varioides ingår i släktet Mellicta och familjen praktfjärilar. Inga underarter finns listade i Catalogue of Life.